# Ichoca
Ichoca è un comune (municipio in spagnolo) della Bolivia nella provincia di Inquisivi (dipartimento di La Paz) con 7.556 abitanti (dato 2010).

## Cantoni
Il comune è suddiviso in 7 cantoni (popolazione 2001):
- Franz Tamayo - 567 abitanti
- General Camacho - 568 abitanti
- German Busch - 1.061 abitanti
- Gualberto Villarroel - 611 abitanti
- Ichoca - 2.692 abitanti
- Luruhuata - 882 abitanti
- Villa San Antonio Sirarani - 458 abitanti